# Rhododendron succothii
Espèce
Rhododendron succothii est une espèce de plantes à fleurs de la famille des Ericaceae. 

## Répartition
L'aire d'origine de cette espèce est l'Himalaya oriental. C'est un arbuste ou un arbre qui pousse principalement dans le biome tempéré.

## Description
Rhododendron succothii est un grand arbuste aux feuilles elliptiques et coriaces. Ses fleurs sont rouge cramoisi.

## Systématique
Le nom correct complet (avec auteur) de ce taxon est Rhododendron succothii Davidian (d).
Rhododendron succothii a pour synonyme :
- Rhododendron nishiokae H.Hara